# Unified Endpoint Management
Der Begriff Unified Endpoint Management (UEM) bezeichnet die einheitliche Verwaltung von Geräten (engl. Endpoints) der IT-Umgebung von Organisationen. Mit Geräten sind damit sowohl klassische Desktop-Rechner und Server als auch mobile Geräte wie Smartphones und Tablets gemeint. Künftig ist zu erwarten, dass auch weitere Geräteformen (siehe Internet der Dinge) damit verwaltet werden. Zudem hat die pandemiebedingte Migration ins Homeoffice die Notwendigkeit von Schutz und Management der Endgeräte in den Fokus vieler Organisationen gerückt, insb. auch mit Blick auf die Nutzung von Privatgeräten (Bring your own device – BYOD).

## Funktionen
Typische Aufgaben im UEM sind:
- Inventarisierung der Geräte-Hardware und der darauf installierten Software
- Aktualisierung der Software (Patch Management)
- Installation und Aktualisierung der Betriebssysteme bzw. Firmware
- Installation von Software bzw. Apps (Softwareverteilung)
- Schwachstellen-Management
- Remote-Zugriffe
- Backup und Recovery
- Energiemanagement
- Lizenzmanagement
- Konfigurationsmanagement

## Historie
Begriffliche Vorgänger des Unified Endpoint Management sind Clientmanagement, Client Lifecycle Management oder Desktop Management auf der einen Seite für klassische Rechner und das Enterprise Mobility Management (EMM) auf der anderen Seite für Mobilgeräte. Der Bedarf zur Administration dieser verschiedenen Formfaktoren wurde zunächst oft mit separaten Software-Produkten gelöst. Inzwischen gehen viele Hersteller dazu über, die Management-Funktionen in eine Software-Suite zu vereinen, um dem Benutzer die Bedienbarkeit zu erleichtern.

## Beispiele
Laut Gartner Inc. und Forrester Research Inc. waren 2021 die UEM-Suiten von VMware, Microsoft, IBM, BlackBerry, Citrix, Ivanti, ManageEngine und Matrix42 die führenden Lösungen am Massenmarkt.